# Ancyluris
Genre
Ancyluris est un genre de lépidoptères de la famille des Riodinidae.

## Dénomination
Le nom Ancyluris leur a été donné par Jacob Hübner en 1819.
Synonyme : Melibaea Saunders, 1859;

## Liste des espèces
- Ancyluris aristodorus (Morisse, 1838); présent en Guyane et en  Équateur
- Ancyluris aulestes (Cramer, 1777); présent en Guyane, en Guyana, au Surinam, en Bolivie, en Colombie, en  Équateur, au Brésil et au Pérou.
  - Ancyluris aulestes aulestes; présent au Surinam, au Brésil et au Pérou.
  - Ancyluris aulestes eryxo (Saunders, 1859); présent en Bolivie et au Pérou.
  - Ancyluris aulestes jocularis Stichel, 1909; ; présent en Colombie et en  Équateur.
  - Ancyluris aulestes pandama (Saunders, 1850);  au Brésil
- Ancyluris colubra (Saunders, 1859); présent au Venezuela, au Brésil et au Pérou.
- Ancyluris etias (Saunders, 1859);  présent en Bolivie, au Surinam et au Pérou.
  - Ancyluris etias etias au Pérou.
  - Ancyluris etias gracilis Stichel, 1910; au Surinam.
  - Ancyluris etias mendita (Druce, 1904);  en Bolivie.
- Ancyluris formosissima (Hewitson, 1870); présent en  Équateur et au Pérou.
  - Ancyluris formosissima formosissima en  Équateur
  - Ancyluris formosissima venerabilis Stichel, 1916; au Pérou.
- Ancyluris inca (Saunders, 1850); présent au Mexique, à Panama, en Colombie, en  Équateur, en Bolivie et au Pérou.
  - Ancyluris inca inca; présent au Mexique et à Panama.
  - Ancyluris inca cacica (C. & R. Felder, 1865); en Colombie et au Pérou.
  - Ancyluris inca formosa (Hewitson, 1870); en  Équateur
  - Ancyluris inca huascar (Saunders, 1859); en Colombie et en  Équateur
  - Ancyluris inca miranda (Hewitson, 1874); en Bolivie et au Pérou.
  - Ancyluris inca pulchra (Hewitson, 1870); en  Équateur
- Ancyluris jurgensenii (Saunders, 1850);présent au Mexique, à Panama, en Colombie.
  - Ancyluris jurgensenii jurgensenii; présent au Mexique et à Panama.
  - Ancyluris jurgensenii atahualpa (Saunders, 1859); présent en Colombie.
- Ancyluris meliboeus (Fabricius, 1777)
  - Ancyluris meliboeus meliboeus; présent en Guyane, au Surinam, au Brésil et au Pérou.
  - Ancyluris meliboeus euaemon Stichel, 1910; en Colombie, en Bolivie et au Pérou.
  - Ancyluris meliboeus julia (Saunders, 1850); présent au Brésil.
- Ancyluris melior Stichel, 1910; présent au Brésil et au Pérou.
- Ancyluris miniola (Bates, 1868); présent au Brésil
- Ancyluris mira (Hewitson, 1874); présent en Colombie, en  Équateur, en Bolivie et au Pérou.
  - Ancyluris mira mira en Bolivie et au Pérou.
  - Ancyluris mira furia Stichel, 1925; présent en Colombie et en  Équateur
  - Ancyluris mira thaumasia Stichel, 1910; en Bolivie
- Ancyluris paramba D'Abrera, 1994;  en  Équateur
- Ancyluris paetula Stichel, 1916; présent au Pérou.
- Ancyluris rubrofilum Stichel, 1909; présent en Bolivie.
- Ancyluris tedea (Cramer, 1777); présent en Guyane, en Guyana, au Surinam, en Bolivie et au Pérou.
  - Ancyluris tedea tedea au Surinam
  - Ancyluris tedea silvicultrix Stichel, 1909; en Bolivie et au Pérou.

### Source
- (en) Ancyluris sur funet